# Sarov
Sarov (tiếng Nga: Саров) là một thành phố Nga. Thành phố này thuộc chủ thể tỉnh Novgorod. Thành phố có dân số 92,047 (Điều tra dân số 2010); 87,652 (Điều tra dân số 2002). Đây là thành phố lớn thứ 187 của Nga theo dân số năm 2002. Dân số qua các thời kỳ:
Sarov hay còn được biết tới với cái tên Arzamas-16 là một trong hàng chục thành phố bí mật được Liên Xô xây dựng trong giai đoạn đầu của Chiến tranh Lạnh. Arzamas-16 có vai trò khá đặc biệt khi nó là nơi Liên Xô nghiên cứu phát triển Dự án vũ khí hạt nhân của nước này.

## Lịch sử
Thành phố Arzamas-16 được chính thức thành lập vào năm 1948 nằm cách Moskva chỉ 450 km và nó hoàn toàn biệt lập với thế giới bên ngoài thậm chí không tồn tại trên bản đồ vào thời kỳ đó. Ban đầu Arzamas-16 chỉ là trung tâm phát triển và thiết kế vũ khí hạt nhân thuộc Cục thiết kế KB-11 nhưng sau đó quy mô của nó ngày càng được mở rộng và trở thành một đô thị thực sự. Trên thực tế cái tên Arzamas-16 được Liên Xô đặt theo tên thành phố Arzamas nằm cách đó 75 km và mọi thông tin từ Arzamas-16 đều được dẫn tới Arzamas nhằm giữ bí mật cho trung tâm hạt nhân lớn nhất Liên Xô này. Trong hệ thống mã bưu chính Liên Xô, số 16 được hiểu là khu vực này nằm cách 16 km từ thành phố chính Arzamas.
Để đảm bảo an ninh và bí mật tuyệt đối cho dự án, quân đội Liên Xô đã xây dựng một vành đai bao quanh khu vực có diện tích 232 km². Trong năm 1947, tên gọi hành chính của khu vực này bị xóa khỏi tất cả các bản đồ chính thức và tài liệu thống kê của Liên Xô. Quá trình cô lập khu vực hoàn tất vào năm 1948.
Thành phố khép kín có hai cơ sở hạt nhân, một viện thiết kế lắp ráp và tháo gỡ đầu đạn hạt nhân. Về quy mô công nghệ, Arzamas-16 có thể so sánh với Phòng thí nghiệm Quốc gia Los Alamos của Mỹ, trở thành hai trung tâm phát triển vũ khí hạt nhân lớn nhất thế giới thời bấy giờ.
Quy mô thành phố bí mật được giới hạn trong khu vực hình lục giác. Toàn bộ khu vực được bao bọc bởi hàng rào thép gai 2 lớp, lực lượng an ninh tuần tra liên tục. Quân đội hình thành một vòng cung bảo vệ với chu vi 40 km từ bên ngoài thành phố và được giám sát rất chặt chẽ. Những năm tháng Chiến tranh Lạnh, vòng ngoài được bảo vệ bởi một trung đoàn tên lửa phòng không và các đơn vị khác. Quân đội và lực lượng an ninh của Bộ Nội vụ liên tục tuần tra thành phố. Có một số khu vực bên trong bị hạn chế ra vào, đặc biệt là khu vực chứa vật liệu hạt nhân. Khu vực này được bao bọc bởi nhiều bức tường và hàng rào có lắp hệ thống cảm biến dày đặc để phát hiện mọi đối tượng tình nghi.
Thành phố có một sân bay nhỏ với đường băng rộng bất thường. Cư dân sống trong thành phố phải tuân thủ những nội quy rất nghiêm ngặt nhưng bù lại, họ được hưởng rất nhiều ưu đãi mà các khu vực khác không có. Cư dân thành phố luôn được cung cấp đầy đủ mọi thứ cho dù ở những khu vực khác có thể thiếu hụt. Tình hình tội phạm gần như không tồn tại. Những người làm việc tại các cơ sở hạt nhân được hưởng chế độ tiền lương, phúc lợi xã hội cao hơn nhiều so với mặt bằng chung của cả nước.
Những năm 1950, các kỹ sư, nhà khoa học hay những người khác tham gia vào quá trình phát triển vũ khí hạt nhân, bao gồm cả thành viên trong gia đình không được phép rời khỏi thành phố, ngay cả trong kỳ nghỉ. Hạn chế này sau đó đã được bỏ; họ có thể đến thành phố chính Arzamas hay các thành phố lớn khác, nhưng phải di chuyển trên một chiếc xe buýt đặc biệt. Công dân Liên Xô ở các khu vực khác và người nước ngoài không được phép đến nơi này.
Những người sống bên ngoài thành phố muốn vào thăm thân nhân bên trong phải trải qua quy trình thẩm định và cấp phép đặc biệt. Những người mới đến luôn phải chấp hành các quy định nghiêm ngặt: phải ký một bản thỏa thuận không được tiết lộ về địa điểm, trang thiết bị nghiên cứu hay bất kỳ hoạt động sản xuất nào trong thành phố.
Sau vụ thử thành công Tsar Bomba. Ngày 5 tháng 8 năm 1963, Washington và Moscow đã ký kết Hiệp ước ngăn cấm thử nghiệm vũ khí hạt nhân trong khí quyển, trong không gian vũ trụ bên ngoài và dưới nước. Thành phố bí mật Arzamas-16 được xuất hiện trở lại trên các bản đồ chính thức từ năm 1994. Ngày nay, thành phố này được biết đến với tên gọi Sarov.